# Michelle Courtens
Michelle Courtens (Venray, 3 d'agost del 1981) és una cantant neerlandesa. Va representar els Països Baixos al Festival de la Cançó d'Eurovisió 2001 amb la canço Out on my Own. Va rebre setze punts, amb la qual cosa va acabar en dinovè lloc. La conseqüència d'aquest mal resultat va ser que els Països Baixos no podien participar en el Festival de la Cançó d'Eurovisió 2002.
Michelle va estudiar al conservatori d'Amsterdam i va obtenir el títol amb la menció cum laude. Va estar als musicals Chess i Waanzinnig gedroomd. Com a violoncelista acompanya artistes com ara Jim Bakkum, Ellen ten Damme i Marlayne Sahupala.